# 洛斯托霍斯
洛斯托霍斯，是西班牙坎塔布里亚的一个市镇。总面积90平方公里，总人口424人（2001年），人口密度5人/平方公里。